# Tetraria brachyphylla
Tetraria brachyphylla är en halvgräsart som beskrevs av Margaret Rutherford Bryan Levyns. Tetraria brachyphylla ingår i släktet Tetraria och familjen halvgräs. Inga underarter finns listade i Catalogue of Life.